# Église Saint-Blaise d'Angoville-en-Saire
L'église Saint-Blaise d'Angoville-en-Saire est un édifice catholique qui se dresse sur le territoire de l'ancienne commune française d'Angoville-en-Saire, dans le département de la Manche, en région Normandie.

## Localisation
L'église Saint-Blaise est située dans l'ancienne commune d'Angoville-en-Saire, commune intégrée à la commune nouvelle de Vicq-sur-Mer, dans le département français de la Manche.

## Historique
L'église, dédiée à Notre-Dame et qui a pour second patron saint Blaise, est mentionnée en 1163 dans l'acte de donation fait par Guillaume de Beaumont dit « le Moine » à l'abbaye de Montebourg. La donation fut ratifiée par le duc de Normandie et roi d'Angleterre, Henri II.
Bien que le patronage relève des abbés de Montebourg, c'est le curé qui perçoit la majeure partie des dîmes.
Le presbytère est bâti, en 1753, par messire Jacques-Henri d'Osber († 1779)  comme l'atteste la date gravée sur le linteau d'une des portes.
En 1750, la charpente, le lambris et la couverture de la nef sont en très mauvais état. On effectue des réparations, car en 1764, la visite archidiaconale trouve la nef en bon état. Jean-François Le Choisel, son successeur à la cure prêtera lors de la Révolution le serment constitutionnel. Les biens de l'église furent à cette période mis en vente ; d'abord le presbytère, puis les terres. Le sacristain, Bon Delacour et plusieurs Angovilais, avant le pillage et la profanation de l'édifice par des exaltés de Saint-Pierre-Église et Cosqueville, enlevèrent les vases sacrés, la statue de la Sainte Vierge, le tabernacle et d'autres objets. Des deux cloches, une fut enlevée, et une partie des objets du culte vendue et acheté par le sacristain et des chrétiens, furent rendus à l'église. Le presbytère fut adjugé en 1794 à M. Le Choisel, qui a perdu ses lettres de prêtrise, au prix de 100 livres, laissant un logement pour l'instituteur, Georges Delacour, et une chambre pour la municipalité. L'église et le cimetière restant à la disposition de la commune.
Au rétablissement du culte catholique, en 1807, Angoville perdit son autonomie paroissiale au profit de Vrasville. Les habitants continuèrent cependant à entretenir l'église et y faire des réparations et les inhumations se firent toujours dans le cimetière.

## Description
L'église, sans tour, est surmontée par un petit campanile en façade à deux ouvertures mais à une seule cloche actionnée par un rouet en bois. Elle se compose d'une nef, d'un chœur et d'une sacristie. Le pignon est dépourvu de porte et on accède à l'édifice par une porte latérale percée dans la façade sud, surmontée d'un arc de décharge. À côté de la porte, une fenêtre repercée au XVIIIe siècle porte la date de 1778, avec au-dessus un cadran solaire. La date correspond à la fin des travaux d'agrandissement des fenêtres de la nef. Toujours sur ce côté sud, est apposée une plaque de granit sur laquelle est inscrit : « ici repose Marie Asselin des Conteries décédée l'an 1819 à l'âge de 70 ans ». Le mur nord à quant à lui conservé des restes de l'ancien édifice : d'étroites fenêtres et une porte basse surmontée d'un arc en demi-cercle chanfreiné.
La muraille de l'église a été renforcé de chaque côté, au niveau de la séparation entre le chœur et la nef. Le chevet voit sa fenêtre ogivale masquée d'un côté par la sacristie et de l'autre côté par le retable.
À l'intérieur, une arcade ogivale supportant la perque du crucifix restaurée, sépare la nef du chœur, avec de chaque côté deux anciennes statues érodées, à droite, sainte Barbe avec sa tour, à gauche, un saint très mutilé. Le chœur, voûté en anse de panier, est éclairé par quatre fenêtres. La niche située à gauche dans le mur servait à ranger les vases sacrés avant l'apparition des tabernacles au XVIe siècle. La piscine est à droite.
L'édifice est entourée d'un petit cimetière.

## Mobilier
L'église abrite un maître-autel, avec son tabernacle, en bois daté du XVIIIe siècle. Il est surmonté d'une statue de la Vierge en pierre calcaire du XVe siècle. Le retable en bois peint du XVIIIe siècle représente l'Annonciation avec à gauche la statue de saint Blaise, le second patron.

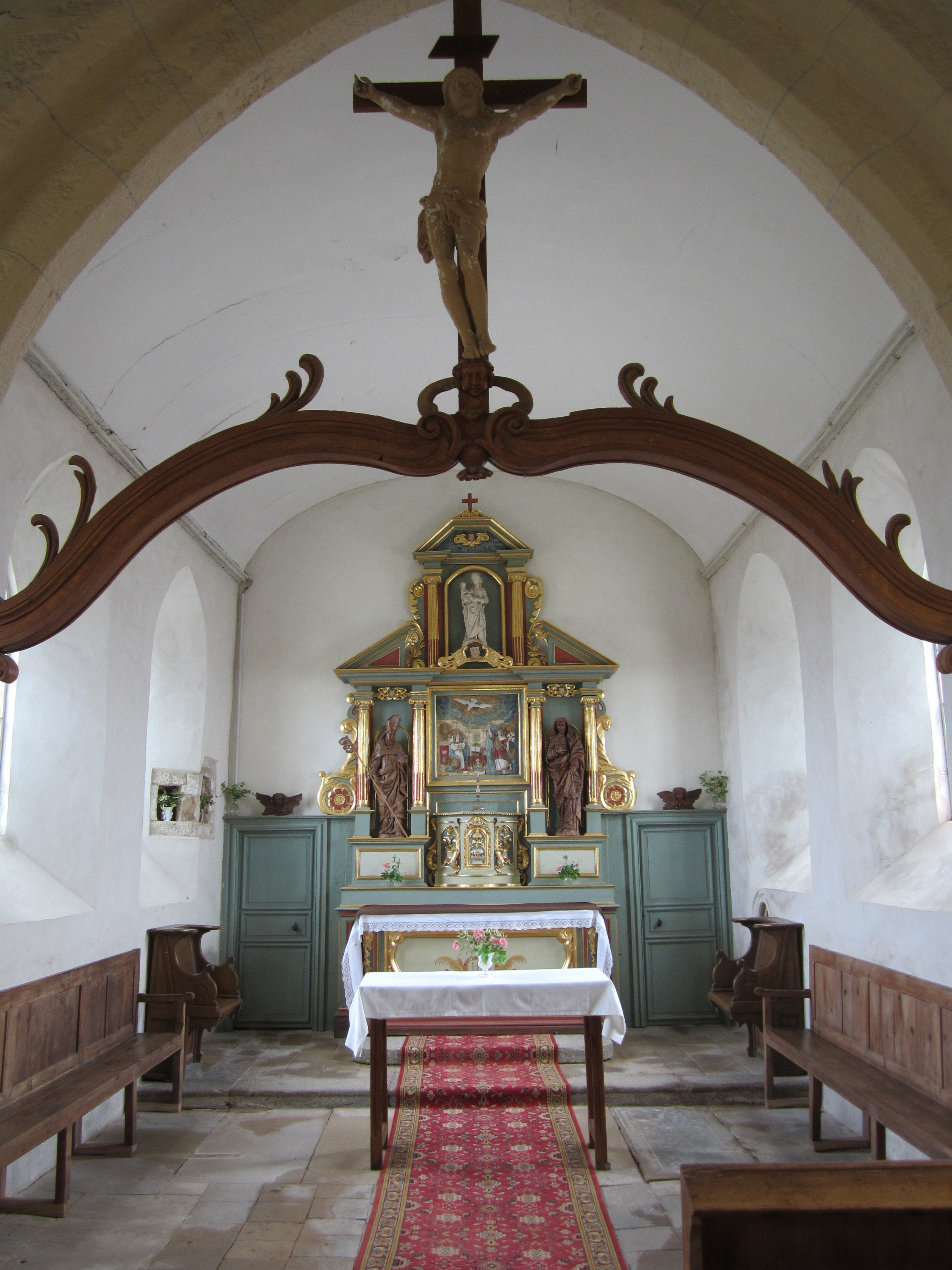
La perque.
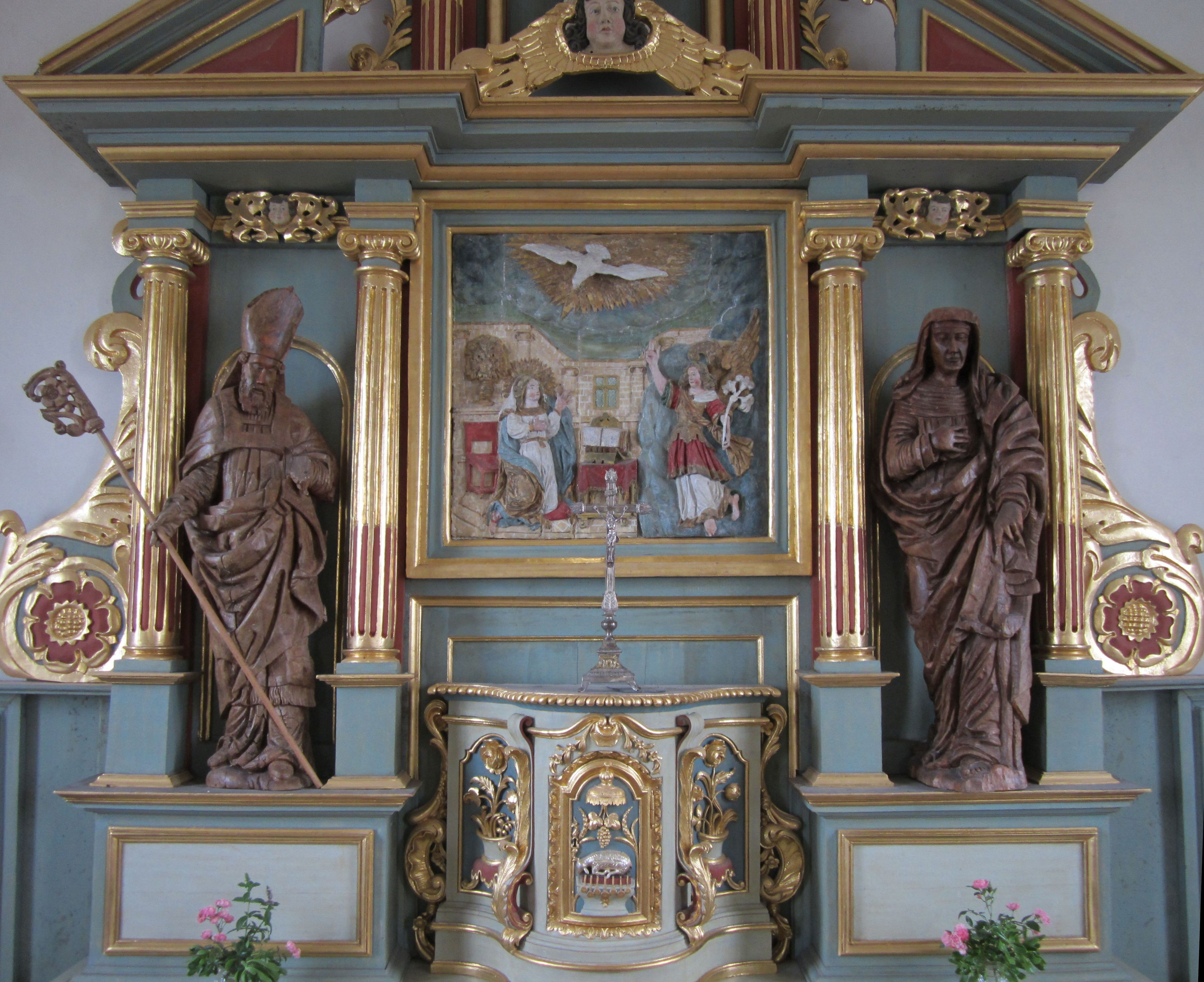
Le retable.